# Échay
Échay és un municipi francès situat al departament del Doubs i a la regió de Borgonya - Franc Comtat. L'any 2007 tenia 99 habitants.

## Demografia

### Població
El 2007 la població de fet d'Échay era de 99 persones. Hi havia 37 famílies de les quals 4 eren unipersonals (4 dones vivint soles i 4 dones vivint soles), 21 parelles sense fills i 12 parelles amb fills.
La població ha evolucionat segons el següent gràfic:
Habitants censats

### Habitatges
El 2007 hi havia 57 habitatges, 40 eren l'habitatge principal de la família, 15 eren segones residències i 2 estaven desocupats. 54 eren cases i 3 eren apartaments. Dels 40 habitatges principals, 34 estaven ocupats pels seus propietaris i 6 estaven llogats i ocupats pels llogaters; 1 tenia dues cambres, 4 en tenien tres, 10 en tenien quatre i 25 en tenien cinc o més. 33 habitatges disposaven pel capbaix d'una plaça de pàrquing. A 17 habitatges hi havia un automòbil i a 21 n'hi havia dos o més.

### Piràmide de població
La piràmide de població per edats i sexe el 2009 era:
| Homes | Edats   | Dones |
| ----- | ------- | ----- |
| 0     | 95 o +  | 0     |
| 0     | 90 a 94 | 0     |
| 0     | 85 a 89 | 0     |
| 0     | 80 a 84 | 0     |
| 0     | 75 a 79 | 4     |
| 0     | 70 a 74 | 0     |
| 8     | 65 a 69 | 4     |
| 0     | 60 a 64 | 4     |
| 0     | 55 a 59 | 0     |
| 8     | 50 a 54 | 4     |
| 0     | 45 a 49 | 0     |
| 4     | 40 a 44 | 4     |
| 8     | 35 a 39 | 0     |
| 0     | 30 a 34 | 8     |
| 4     | 25 a 29 | 0     |
| 0     | 20 a 24 | 0     |
| 4     | 15 a 19 | 4     |
| 0     | 10 a 14 | 0     |
| 0     | 5 a 9   | 4     |
| 0     | 0 a 4   | 4     |

## Economia
El 2007 la població en edat de treballar era de 59 persones, 44 eren actives i 15 eren inactives. De les 44 persones actives 37 estaven ocupades (15 homes i 22 dones) i 6 estaven aturades (3 homes i 3 dones). De les 15 persones inactives 9 estaven jubilades i 6 estaven classificades com a «altres inactius».
Activitats econòmiques
Dels 6 establiments que hi havia el 2007, 1 era d'una empresa extractiva, 1 d'una empresa de construcció, 2 d'empreses d'hostatgeria i restauració, 1 d'una empresa immobiliària i 1 d'una empresa de serveis.
L'únic servei als particulars que hi havia el 2009 era un paleta.
L'any 2000 a Échay hi havia 3 explotacions agrícoles que ocupaven un total de 195 hectàrees.

## Poblacions més properes
El següent diagrama mostra les poblacions més properes.